# Mehdi Zeffane
Mehdi Zeffane (Sainte-Foy-lès-Lyon, 19 mei 1992) is een Frans-Algerijns voetballer die als rechtsback speelt. Hij werd in juli 2019 transfervrij nadat zijn contract bij Stade Rennais afliep. Zeffane debuteerde in 2014 in het Algerijns voetbalelftal.

## Clubcarrière
Zeffane stroomde in 2012 door vanuit de jeugd van Olympique Lyon. Hij debuteerde hier op 8 november 2012 in het eerste elftal, tijdens een wedstrijd in de Europa League tegen Hapoel Ironi Kiryat Shmona. Hij speelde de volledige wedstrijd en gaf de assist op Yassine Benzia bij de 2-0. Zeffane bleef tot medio 2015 bij de club, maar een doorbraak bleef uit. Hij tekende in augustus 2015 vervolgens een contract tot medio 2019 bij Stade Rennais, de nummer negen van de Ligue 1 in het voorgaande seizoen.

## Clubstatistieken
| Seizoen                        | Club           | Competitie | Wed. | Goals |
| ------------------------------ | -------------- | ---------- | ---- | ----- |
| 2011/12                        | Olympique Lyon | Ligue 1    | 0    | 0     |
| 2012/13                        | Olympique Lyon | Ligue 1    | 0    | 0     |
| 2013/14                        | Olympique Lyon | Ligue 1    | 8    | 0     |
| 2014/15                        | Olympique Lyon | Ligue 1    | 4    | 0     |
| Totaal                         | Totaal         | Totaal     | 12   | 0     |
| Bijgewerkt tot 7 augustus 2015 |                |            |      |       |

## Erelijst
| Competitie         |               |               |               |               |
| Competitie         | Aantal        | Jaren         |               |               |
| Stade Rennais      | Stade Rennais | Stade Rennais | Stade Rennais | Stade Rennais |
| ------------------ | ------------- | ------------- | ------------- | ------------- |
| Coupe de France    | 1x            | 2018/19       |               |               |
| Algerije           |               |               |               |               |
| Afrikaans kampioen | 1x            | 2019          |               |               |